# Elizabeth Gillies

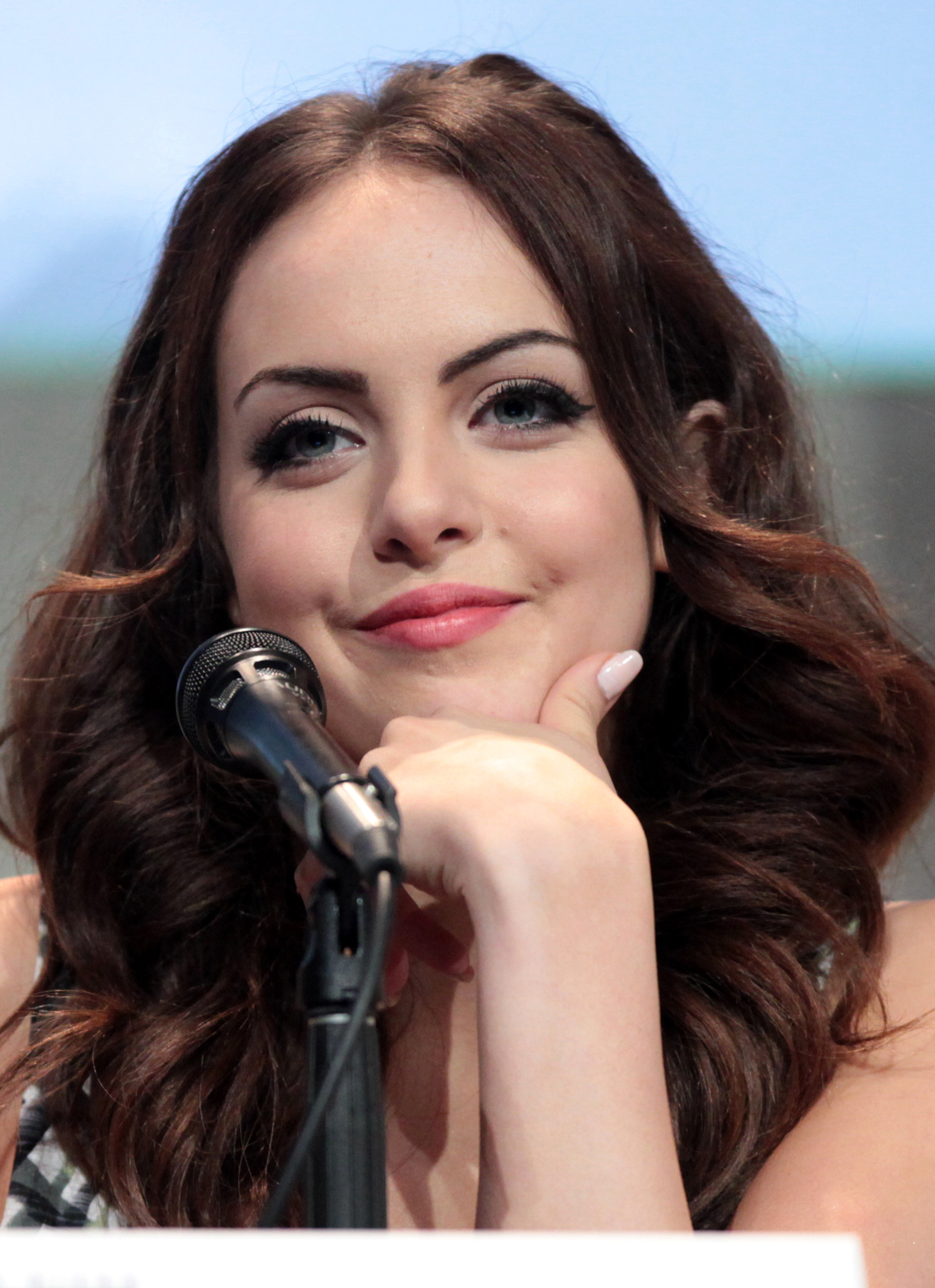
Elizabeth Gillies (2015)

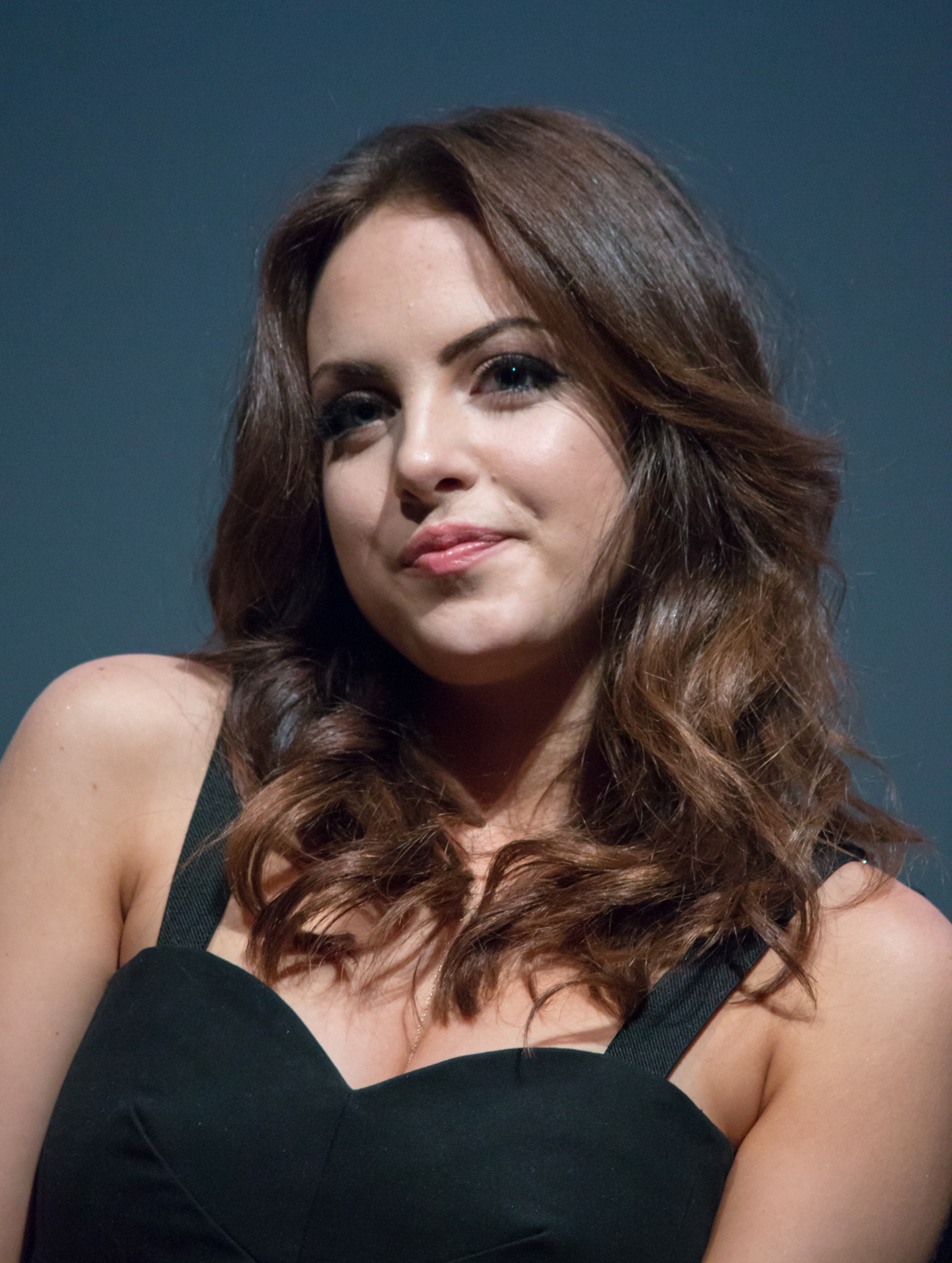
Elizabeth Gillies auf dem ATX TV Festival (2015)

Elizabeth Egan Gillies (* 26. Juli 1993 in Haworth, New Jersey) ist eine US-amerikanische Schauspielerin, Sängerin und Tänzerin.

## Leben
Gillies besuchte die Haworth Public School in ihrer Heimatstadt Haworth, New Jersey. Danach ging sie auf die Northern Valley Regional High School at Demarest in Demarest. Sie hat einen drei Jahre jüngeren Bruder.

## Karriere
Gillies stand bereits als Kind für Werbespots vor der Kamera. Seit dem Jahr 1995 drehte sie Werbeclips für Kaugummis und Handys. In den 90er Jahren war sie das erste Mal in einer Nickelodeon-Serie zu sehen, 1995 erhielt sie die Rolle der 4-jährigen Melissa in der Serie 6 to 8 Frozen Zone. 2007 bekam Gillies Rollen in den Serien The Black Donnellys und Locker 514, durch die ihre Karriere einen Schub erhielt. 2008 erhielt Gillies eine Rolle in dem Film Harold. Im Sommer 2008 wurde sie für das Musical 13 gecastet, in dem sie die beiden Lieder Opportunity und It Can't Be True sang. Dort lernte sie auch ihre Schauspielkollegin Ariana Grande kennen, die später ebenfalls eine Hauptrolle bei Victorious spielte. Das Musical war bis zu seinem Ende am 4. Januar 2009 ein großer Erfolg. 2009 gewann Gillies für ihre Leistung im Musical 13 den National Youth Theatre Award in der Kategorie „Outstanding Supporting Actress in a Musical“. Nach dem Ende des Musicals spielte sie in dem Film Die Glamour-Clique – Cinderellas Rache die Rolle der Shelby Wexler.
Von 2010 bis 2013 war Gillies in der US-amerikanischen Fernsehsendung Victorious zu sehen. In der von Dan Schneider entwickelten Serie spielte sie die Rolle der Jadelyn „Jade“ West. Wie alle anderen Hauptdarsteller von Victorious spielte sie bei dem ebenfalls von Dan Schneider produzierten Crossover zwischen Victorious und iCarly mit. In der Victorious-Folge Das hässliche Entlein sang Gillies zusammen mit Ariana Grande das Lied Give It Up. Das Lied wurde am 2. August 2011, zusammen mit anderen Liedern der TV-Serie, auf dem Victorious–Soundtrack veröffentlicht. Im Jahr 2011 erhielt Gillies zusammen mit der Besetzung von Victorious eine Nominierung bei den Nickelodeon Kids’ Choice Awards in der Kategorie Beste Fernsehserie. Sie hatte an der Seite von Victoria Justice kurze Auftritte in den Musikvideos Freak the Freak Out, Beggin’ on Your Knees, All I Want Is Everything und Make it in America, die zur Fernsehserie produziert wurden.
Im Jahr 2011 nahm Gillies zusammen mit anderen Schauspielern bei einer Spezialausgabe der US-amerikanischen Quizsendung BrainSurge teil. Im selben Jahr spielte sie außerdem eine Gastrolle als Heather in der Fernsehserie Big Time Rush. Seit 2011 spricht sie Daphne in der Nickelodeon Animations-Fernsehserie Winx Club. 2012 nahm sie für diese Serie das Lied We Are Believix auf, für welches auch ein Musikvideo mit Gillies gedreht wurde. 
Gillies nimmt privat diverse Coverversionen bekannter Lieder wie Wild Horses von The Rolling Stones, Jealous Guy von John Lennon oder Yoü and I von Lady Gaga auf und lädt diese anschließend auf YouTube hoch. Im Jahr 2012 coverte sie zusammen mit Max Schneider den Keane-Song Somewhere Only We Know.
Eine Hauptrolle konnte Gillies sich in der The-CW-Fernsehserie Der Denver-Clan, eine Neuauflage der gleichnamigen Fernsehserie aus den 1980er-Jahren, sichern. Darin spielte sie von Oktober 2017 bis September 2022 die Rolle der Fallon Carrington.

## Diskografie
- siehe Wikipedia:Formatvorlage Charts für Hinweise zu den Chartquellen -->
Singles
- 2011: Give It Up (mit Ariana Grande)
- 2012: Take a Hint (mit Victoria Justice, US: Platin[13])
- 2013: Santa Baby (mit Ariana Grande, UK: Silber)
- 2021: More than Me

## Filmografie (Auswahl)
- 1995: 6 to 8 Frozen Zone (Fernsehserie)
- 2007: Locker 514 (Fernsehfilm)
- 2007: The Black Donnellys (Fernsehserie, 3 Episoden)
- 2008: Harold
- 2009: The Battery’s Down (Fernsehserie, Episode 2x02)
- 2008: Die Glamour-Clique – Cinderellas Rache (The Clique)
- 2010–2013: Victorious (Fernsehserie, 56 Episoden)
- 2011: iCarly: Party mit Victorious (iCarly: iParty with Victorious, Fernsehfilm)
- 2011: The Death and Return of Superman (Kurzfilm)
- 2011–2014: Winx Club (Fernsehserie, Stimme, 65 Episoden)
- 2011: Big Time Rush (Fernsehserie, Episode 2x27)
- 2012: White Collar (Fernsehserie, Episode 3x12)
- 2013: The Exes (Fernsehserie, Episode 3x08)
- 2014: Sam & Cat (Fernsehserie, Episode 1x23)
- 2014: Animal
- 2014: Killing Daddy (Fernsehfilm)
- 2015: Vacation – Wir sind die Griswolds (Vacation)
- 2015–2016: Sex&Drugs&Rock&Roll (Fernsehserie, 20 Episoden)
- 2017–2022: Der Denver-Clan (Dynasty, Fernsehserie, 108 Episoden)
- 2018: Arizona
- 2018: Robot Chicken (Fernsehserie, Episode 9x14, Stimme)
- 2018: Willkommen im Wayne (Welcome to the Wayne, Fernsehserie, Episode 2x04, Stimme)
- 2022: Family Guy (Fernsehserie, Episode 20x17, Stimme)
- 2022: The Orville (Fernsehserie, Episode 3x03)
- 2022: Catwoman – Hunted (Stimme)
- 2024: Spread

Musicals
- 2008: 13

## Auszeichnungen und Nominierungen
| Tabellarische Übersicht der Auszeichnungen und Nominierungen | Tabellarische Übersicht der Auszeichnungen und Nominierungen | Tabellarische Übersicht der Auszeichnungen und Nominierungen | Tabellarische Übersicht der Auszeichnungen und Nominierungen | Tabellarische Übersicht der Auszeichnungen und Nominierungen |
| Jahr                                                         | Auszeichnung                                                 | Für                                                          | Kategorie                                                    | Resultat                                                     |
| ------------------------------------------------------------ | ------------------------------------------------------------ | ------------------------------------------------------------ | ------------------------------------------------------------ | ------------------------------------------------------------ |
| 2009                                                         | National Youth Theatre Awards                                | 13                                                           | Outstanding Supporting Actress in a Musical                  | Gewonnen                                                     |